# Al Jazeera
Al Jazeera (Arabisch: الجزيرة , al-Ǧazīrä; "het eiland", Jazeera Satellite Channel) is een televisienetwerk, gevestigd in Qatar. Oorspronkelijk gestart als een Arabisch nieuws- en actualiteitenzender is Al Jazeera sindsdien uitgegroeid tot een netwerk van meerdere zenders, internet en specialistische tv-kanalen in meerdere talen en meerdere regio's ter wereld. De bereidwilligheid van het originele Al Jazeera-kanaal om afwijkende meningen uit te zenden zorgde voor meerdere controverses in de Arabische en Perzische wereld. Het station vergaarde wereldwijde aandacht na het uitbreken van de oorlog in Afghanistan in 2001, toen het het enige kanaal was dat de oorlog live uitzond.
De zender wordt gefinancierd door de emir van Qatar. Hoewel Al Jazeera-managers hebben verklaard dat ze redactioneel onafhankelijk zijn van Qatar wordt deze stelling betwist. Volgens een intern bericht van het United States Department of State, in het kader van Cablegate gelekt door WikiLeaks, zou de regering van Qatar de berichtgeving van Al Jazeera ten behoeve van haar politieke belangen manipuleren. Al Jazeera wordt door sommige critici gezien als een kanaal dat vóór soennisme is en tegen sjiisme, en islamisme en de Moslimbroederschap promoot.

## Geschiedenis

### Oprichting
Al Jazeera werd gestart op 1 november 1996, na de sluiting van het Arabische televisiestation van de BBC. Dat station was een joint venture met Orbit Communications Company, eigendom van Khalid bin Faisal Al Saud, een neef van de Saoedische koning Fahd. Die samenwerking eindigde toen de Saoedische regering probeerde de uitzending van een documentaire over executies onder de Sharia-wetgeving tegen te houden.
De emir van Qatar, sjeik Hamad bin Khalifa al-Thani, gaf een lening van 500 miljoen Qatarese rial (ruim 100 miljoen euro) om Al Jazeera gedurende de eerste vijf jaar van zijn bestaan te financieren. Onder de aandeelhouders bevonden zich private investeerders en de regering van Qatar.
Aanvankelijk zond Al Jazeera 6 uur per dag uit, wat eind 1997 verhoogd werd naar 12 uur. De zender was in de directe omgeving beschikbaar via zendmasten, kabel en satelliet. Het gebruik was gratis, hoewel het bezit van een eigen satellietschotel in Qatar (tot 2001) en de meeste Arabische landen verboden was.
Ten tijde van de lancering van Al Jazeera was Arabsat de enige satellietexploitant in het Midden-Oosten, en het eerste jaar kon deze de zender alleen een zwakke Ku-band-transponder aanbieden die een grote satellietschotel nodig had om ontvangen te kunnen worden. Een krachtiger C-band-transponder kwam beschikbaar nadat de vorige eigenaar ervan, Canal France International, per ongeluk 30 minuten pornografisch materiaal uitzond in het ultraconservatieve Saoedi-Arabië.
Al Jazeera was niet de eerste zender van zijn soort in het Midden-Oosten; een aantal andere was verschenen sinds de Arabsat-satelliet, een Saoedische samenwerking van 21 Arabische regeringen, in 1985 gelanceerd werd. De ontwikkelingen tijdens Golfoorlog van 1990-1991 op CNN International toonde de kracht van live-televisie bij actuele gebeurtenissen.
Terwijl andere zenders in de regio materiaal dat hun thuisregeringen in verlegenheid zou kunnen brengen ontweken (Qatar had ook zijn eigen televisiestation), werd Al Jazeera neergezet als een onafhankelijke nieuwsbron en discussieplatform voor onderwerpen met betrekking tot de Arabische wereld.

### Aanvallen op Al Jazeera
Oorlog in Afghanistan (2002)
In november 2002 werd tijdens de oorlog in Afghanistan het kantoor van Al Jazeera getroffen door een Amerikaanse raket. De Amerikanen verklaarden dat zij niet wisten dat dit gebouw het kantoor van de zender was, alhoewel dit door sommige mensen als een slap excuus wordt gezien.
Oorlog in Irak (2003)
Op 8 april 2003 werd tijdens de Irakoorlog het kantoor van Al Jazeera in Bagdad nog een keer getroffen door de Amerikanen tijdens een bombardement. Hierbij kwam de journalist Tareq Ayyoub om het leven en werd een andere verwond. Al Jazeera rapporteerde dat het de coördinaten van zijn kantoor zes weken eerder had ge-e-maild naar de Amerikanen en dat de identiteit van het gebouw duidelijk had moeten zijn.
Egyptische Revolutie (2011)
Tijdens de Egyptische Revolutie beval de Egyptische regering op 30 januari 2011 om de kantoren in het land te sluiten. Een dag later arresteerden de Egyptische autoriteiten zes Al Jazeera-journalisten voor meerdere uren en nam hun uitrusting in beslag. Ook waren er berichten dat de uitzending van Al Jazeera Mubasher werd bemoeilijkt.
Opstand in Libië (2011)
In maart 2011 werd Ali Hassan al-Jaber, een cameraman van Al Jazeera, vermoord door pro-Qadhafi-militanten, terwijl hij in Benghazi verslag deed van de opstand in Libië.
Sluiting kantoor in China (2012)
In mei 2012 weigerden de Chinese autoriteiten om het persvisum van een Al Jazeera-correspondent te verlengen. De journalist mocht ook niet worden vervangen. Als gevolg daarvan moest de zender zijn kantoor in Peking sluiten.
Israëlisch-Palestijns conflict (2021)
In mei 2021 wordt het kantoor van onder andere Al Jazeera in Gaza-stad vernietigd door een raketaanval vanuit Israël. De verklaring van de Israëlische zijde was dat onder meer de inlichtingendienst van Hamas in het pand actief was, alhoewel hier geen bewijs voor was. Al Jazeera werd kort van tevoren over de aanval geïnformeerd en kreeg kort de tijd om het pand te ontruimen. Er vielen geen doden of gewonden.
Israëlisch-Palestijns conflict (2022)
In mei 2022 wordt de verslaggeefster Shireen Abu Akleh doodgeschoten door het Israëlische leger terwijl ze verslag uitbracht bij het vluchtelingenkamp in Jenin, tijdens de bestorming door Israëlische troepen. Ze werd onder vuur genomen terwijl ze haar journalistieke taak uitvoerde, gekleed in een blauwe jas met "press" erop. Shireen was een vertrouwd gezicht van de zender en deed vaak verslag over het Israëlisch-Palestijnse conflict.
Oorlog Israël-Hamas (2023-2025)
Tijdens de Oorlog Hamas-Israël werd het kantoor van de zender in Oost-Jeruzalem op 5 mei 2024 gesloten, en de zender verboden in Israël. Op 22 september 2024 gebeurde hetzelfde in Ramallah. In augustus 2025 doodde het Israëlische leger een journalist van Al Jazeera, Anas al-Sharif. Israël beschuldigde Al-Sharif ervan een Hamas-terrorist te zijn.

## Kritiek en controverses
Ali Hashem, correspondent in Beiroet, nam ontslag bij Al Jazeera nadat uitgelekte e-mails zijn ontevredenheid lieten zien van de "onprofessionele" en "vooringenomen berichtgeving" over de Syrische Burgeroorlog.
Aktham Suliman, correspondent in Berlijn, verliet in het najaar van 2012 de zender omdat hij niet langer zou kunnen werken als onafhankelijk journalist. Al Jazeera zou volgens hem altijd het standpunt van het Ministerie van Buitenlandse Zaken van Qatar laten zien. In plaats van om journalistiek zou de zender gaan om politiek.
Op 8 juli 2013 dienden 22 medewerkers van het Egyptische bureau van Al Jazeera hun ontslag in omdat de berichtgeving van Al Jazeera in het voordeel van de Moslimbroederschap zou zijn.
Jordanië sloot het kantoor van Al Jazeera na kritiek op het koningshuis.
In de westerse pers werd Al Jazeera ervan beschuldigd video's te laten zien van gemaskerde militanten die westerse gijzelaars onthoofden in Irak. Toen dit werd gemeld in andere media, oefende Al Jazeera druk uit om deze meldingen terug te trekken. Deze beschuldiging werd op 15 november 2006 door concurrent Fox News Channel herhaald. De Britse krant The Guardian bood later haar excuses aan.
Al Jazeera heeft meerdere videoboodschappen van Osama bin Laden uitgezonden, onder andere de boodschap dat de aanslagen op 11 september 2001 "nog succesvoller waren, dan hij vooraf dacht". Het uitzenden van de verschillende boodschappen leidde meermaals tot kritiek van de Amerikaanse regering.
De voor Al Jazeera werkende Syrisch-Spaanse journalist Tayseer Allouni is in Spanje tot zeven jaar cel veroordeeld, omdat hij voor geld in opdracht van Al Qaida zaken vervoerd zou hebben. Allouni interviewde Bin Laden diverse keren voor de televisiezender. Allouni zelf ontkent de beschuldigingen en zegt dat hij onschuldig is.
In een tweet vroeg Faisal al-Qassem, een presentator van een programma op Al Jazeera, of mensen Alawieten collectief zouden willen straffen omdat ze "Syrië zouden hebben vernietigd". Een dag daarvoor had hij twee gasten op zijn programma op Al Jazeera uitgenodigd waarbij het onderwerp was of alle Alawieten gedood zouden moeten worden.
Op 24 maart 2024 interviewde Al-Jazeera in een rechtstreekse uitzending een vrouw uit Gaza die beweerde dat Israëlische soldaten die in het Al-Shifa-ziekenhuis opereerden, Palestijnse vrouwen verkrachtten en andere Palestijnen die zich in het medische complex schuilhielden op brute wijze vermoordden. Een dag later erkende de Hamas zelf dat het verhaal door Al-Jazeera was verzonnen.
In oktober 2024 publiceerde het Israëlische leger documenten die ze in de Gazastrook in beslag heeft genomen waaruit blijkt dat 6 Al Jazeera-verslaggevers tevens agenten zouden zijn van de terreurgroepen Hamas en de Palestijnse Islamitische Jihad. Een van de documenten, uit 2022, beschrijft hoe Hamas Al Jazeera duidelijke instructies gaf over het dekken van een mislukte raketlancering van de Islamitische Jihad in Jabaliya waarbij verschillende Palestijnen om het leven kwamen. In een reactie zei Al Jazeera dat het "deze verzonnen beschuldigingen beschouwt als een flagrante poging om de weinige overgebleven journalisten in de regio het zwijgen op te leggen, waardoor de harde realiteit van de oorlog voor het publiek over de hele wereld wordt verdoezeld".
Op 10 augustus 2025 liquideerde het Israëlisch leger de al Jazeera journalist Anas al-Sharif en vier leden van zijn team in Gaza waar ze overnachten in een tent. Anas al-Sharif was al sinds oktober 2024 verdacht als actief Hamas lid.

## Erkenning
Op 4 maart 2011 verklaarde minister Hillary Clinton voor de Senate Foreign Relations Committee dat Al Jazeera meer informatief nieuws leverde dan de volgens haar door opinie gedomineerde Amerikaanse massamedia. Clintons opmerkingen contrasteren met Donald Rumsfelds beschuldigingen van partijdigheid enkele jaren eerder. In 2003 is het netwerk geprezen door de Index on Censorship vanwege "het omzeilen van censuur en het meewerken aan vrije overdracht van informatie in de Arabische wereld", en door de Webby Awards die het nomineerde als een van de vijf beste nieuwswebsites, samen met BBC News, National Geographic en The Smoking Gun.
- 1999: Prins Claus Prijs, in het thema Creëren van ruimtes van vrijheid, Amsterdam
- 1999: Ibn Ruschd-prijs voor Vrijheid van Denken, Berlijn[36]
- 2003: Index on Censorship-prijs voor Vrijheid van meningsuiting[34]
- 2004: Webby Award, een van de Beste Vijf Websites, Londen[37]
- 2012: Four Freedoms Award voor vrijheid van meningsuiting

## Televisiekanalen en frequenties
In België en Nederland is de zender via satelliet-tv en digitale kabel te ontvangen. De grootste Nederlandse televisieaanbieders Ziggo,  Caiway en KPN bieden deze zender aan. In België is Telenet de aanbieder.
Al Jazeera heeft een aantal speciale kanalen naast zijn oorspronkelijke nieuwszender. Sinds 15 november 2006 zendt Al-Jazeera ook in het Engels uit. Sinds begin 2007 heeft Al Jazeera Network de volgende televisiekanalen:
| Kanaal                                | Omschrijving | Gestart in      | Website                |
| ------------------------------------- | --- | --------------- | ---------------------- |
| Al Jazeera                            | De oorspronkelijke Arabische 24uurs-nieuwszender | 1 november 1996 | aljazeera.net          |
| beIN Sport / beIN Sports Arabia       | Populaire Arabische sportzender | 2003 en 2012    | beinsports.net         |
| beIN Sport / beIN Sports Arabia       | beIN Sports Arabia +1 | 2004            | beinsports.net         |
| beIN Sport / beIN Sports Arabia       | beIN Sports Arabia +2 | 2004            | beinsports.net         |
| beIN Sport / beIN Sports Arabia       | beIN Sports Arabia +3 | 2008            | beinsports.net         |
| beIN Sport / beIN Sports Arabia       | beIN Sports Arabia +4 | 2008            | beinsports.net         |
| beIN Sport / beIN Sports Arabia       | beIN Sports Arabia +5 | Augustus 2009   | beinsports.net         |
| beIN Sport / beIN Sports Arabia       | beIN Sports Arabia +6 | Augustus 2009   | beinsports.net         |
| beIN Sport / beIN Sports Arabia       | beIN Sports Arabia +7 | Augustus 2009   | beinsports.net         |
| beIN Sport / beIN Sports Arabia       | beIN Sports Arabia +8 | Augustus 2009   | beinsports.net         |
| beIN Sport / beIN Sports Arabia       | beIN Sports Arabia HD |                 | beinsports.net         |
|                                       | beIN Sport in Frankrijk, de Verenigde Staten, Indonesië en Rusland | 2012            | beinsport.tv           |
| Al Jazeera Mubasher (Al Jazeera Live) | Een livezender over politiek en actualiteiten (vergelijkbaar met C-SPAN, Houses of the Oireachtas Channel of BBC Parliament), die conferenties toont zonder bewerking of commentaar | 2005            | mubasher.aljazeera.net |
| JeemTV                                | Children's interest channel | 2005            | jeemtv.net             |
| Al Jazeera English                    | Een Engelstalige 24uurs-nieuwszender | 2006            | aljazeera.com          |
| Al Jazeera Documentary Channel        | Arabische documentairezender | 2007            | doc.aljazeera.net      |
| Al Jazeera Training Center            | Arabisch trainingscentrum | 2004            | training.aljazeera.net |
| Al Jazeera Mubasher Misr              | Was een versie van Al Jazeera Mubasher met de nadruk op Egypte. Opgeheven in 2014.                                                                                                  | 2011-2014       | Opgeheven              |
| Al Jazeera Balkans                    | Een versie van Al Jazeera met de nadruk op de Balkan, gestationeerd in Sarajevo | 2011            | balkans.aljazeera.com  |
| Al Jazeera America                    | Een Amerikaanse versie van Al Jazeera met de nadruk op nieuws uit de VS | 2013            | america.aljazeera.com  |